# Гута-Боровська
Гута-Боровська (пол. Huta Borowska) — село в Польщі, у гміні Ходель Опольського повіту Люблінського воєводства.
Населення — 54 особи (2011).

## Демографія
Демографічна структура станом на 31 березня 2011 року:
|          | Загалом | Допрацездатний вік | Працездатний вік | Постпрацездатний вік |
| -------- | ------- | ------------------ | ---------------- | -------------------- |
| Чоловіки | 30      | 4                  | 23               | 3                    |
| Жінки    | 24      | 2                  | 11               | 11                   |
| Разом    | 54      | 6                  | 34               | 14                   |